# Cratere Bachira
Bachira  è un cratere sulla superficie di Venere.